# Syndicat des métayers
Pour les articles homonymes, voir SCU.
Le Syndicat des métayers, en anglais Share Croppers' Union (SCU), est un syndicat agricole d'obédience communiste et d'audience essentiellement afro-américaine actif dans le Sud-Est des États-Unis durant la Grande Dépression. Fondé au printemps 1931 par des métayers du comté de Tallapoosa, en Alabama, il est également appelé Syndicat des métayers de l'Alabama, en anglais Alabama Share Croppers' Union (ASU ou ASCU).
Émanation du Parti communiste des États-Unis d'Amérique, le Syndicat des métayers avance pour les petits cultivateurs du coton qu'il défend des revendications essentiellement socio-économiques mais qui comprennent aussi, entre autres éléments, la libération des Scottsboro Boys, neuf jeunes Noirs accusés de viol alors détenus dans le nord de l'État.
Il fait rapidement l'objet d'une violente répression marquée, en juillet 1931, avec l'interruption par la police d'une réunion clandestine à Camp Hill, par une fusillade et des lynchages qui font plusieurs morts, parmi lesquels Ralph Gray, l'un de ses leaders. Décapité par ces incidents, le syndicat se développe néanmoins au cours des années 1930 : il s'étend dans la Black Belt et voit son audience culminer à 10 000, voire 12 000 membres en 1936, avant de disparaître en fusionnant dans l'Alabama Farmers Union en 1937.

## Fondation et objectifs

### Fondation
Fondé en 1931 dans le comté de Tallapoosa, en Alabama, le Sharecroppers' Union tire ses origines du Croppers' and Farm Workers' Union (CFWU). Il a été fondé avec le soutien du parti communiste américain et, bien que théoriquement ouvert à toutes les races, ses membres en 1933 étaient uniquement afro-américains,. Parmi ses premiers membres figure Ned Cobb (en), dont l'histoire a été racontée dans l'ouvrage de Theodore Rosengarten (en), All God's Dangers : The Life of Nate Shaw.

Carte de localisation du comté de Tallapoosa en Alabama.

### Objectifs
Les revendications initiales de l'ASU comprenaient la poursuite des avances alimentaires, qui avaient été suspendues par les propriétaires terriens dans le but de faire baisser les salaires ; l'ASU a également demandé le droit de vendre les récoltes excédentaires directement sur le marché plutôt que de devoir compter sur le courtage des propriétaires terriens. Elle a ont aussi demandé le droit de cultiver de petites parcelles de jardin afin de minimiser la dépendance alimentaire vis-à-vis des propriétaires terriens. En plus de la demande de paiements en espèces plutôt qu'en marchandises, les membres de l'UCG ont également exigé des écoles primaires publiques de neuf mois pour leurs enfants.

## Développement
En 1935, la SCU s'est tournée vers le gouvernement fédéral. Les subventions accordées par la loi d'ajustement agricole (Agricultural Adjustment Act AAA) de 1933 du New Deal ne profitaient qu'aux propriétaires terriens et le SCU a poursuivi le gouvernement fédéral pour qu'il paie directement les métayers. L'AAA a été déclarée inconstitutionnelle en 1936 et l'affaire a été abandonnée par la suite.
En 1935, le nombre de membres avait atteint 5 000; en 1936, il avait presque doublé pour atteindre 10 000 membres. 

## Disparition et postérité
Cependant, en octobre de cette année-là, le parti communiste, désireux de promouvoir un bloc plus populaire avec les démocrates dans le Sud, a retiré son soutien au SCU, ce qui a entraîné la dissolution du SCU qui a fusionné d'abord avec le Farmers' Union of Alabama, puis avec l'Alabama Agricultural Workers' Union.